# Танцюючий дім
«Танцюючий дім» (чеськ. Tančící dům) — деконструктивістська оригінальна адміністративно-офісна споруда неподалік на північній межі середмістя чеської столиці Праги, зведена Владо Милуничем і Френком Гері у 1992—96 роках; є доволі популярним місцем для туристів.

## Загальні дані
Танцюючий дім розташований на межі Старого Міста Праги в районі Прага 2 на розі Рашинової набережної та Ресслової вулиці за адресою:
Їраскова площа (Jiráskovo náměstí), буд. 6, Прага (Чехія).
Автори проекту — хорватський архітектор Владо Милунич і канадський архітектор Френк Гері.

## Опис
Танцюючий дім — адміністративно-офісний центр, що має 7 наземних і 2 підземних поверхи, у якому містяться представництва декількох міжнародних компаній. На даху будівлі розташований французький ресторан з розкішною панорамою міста.

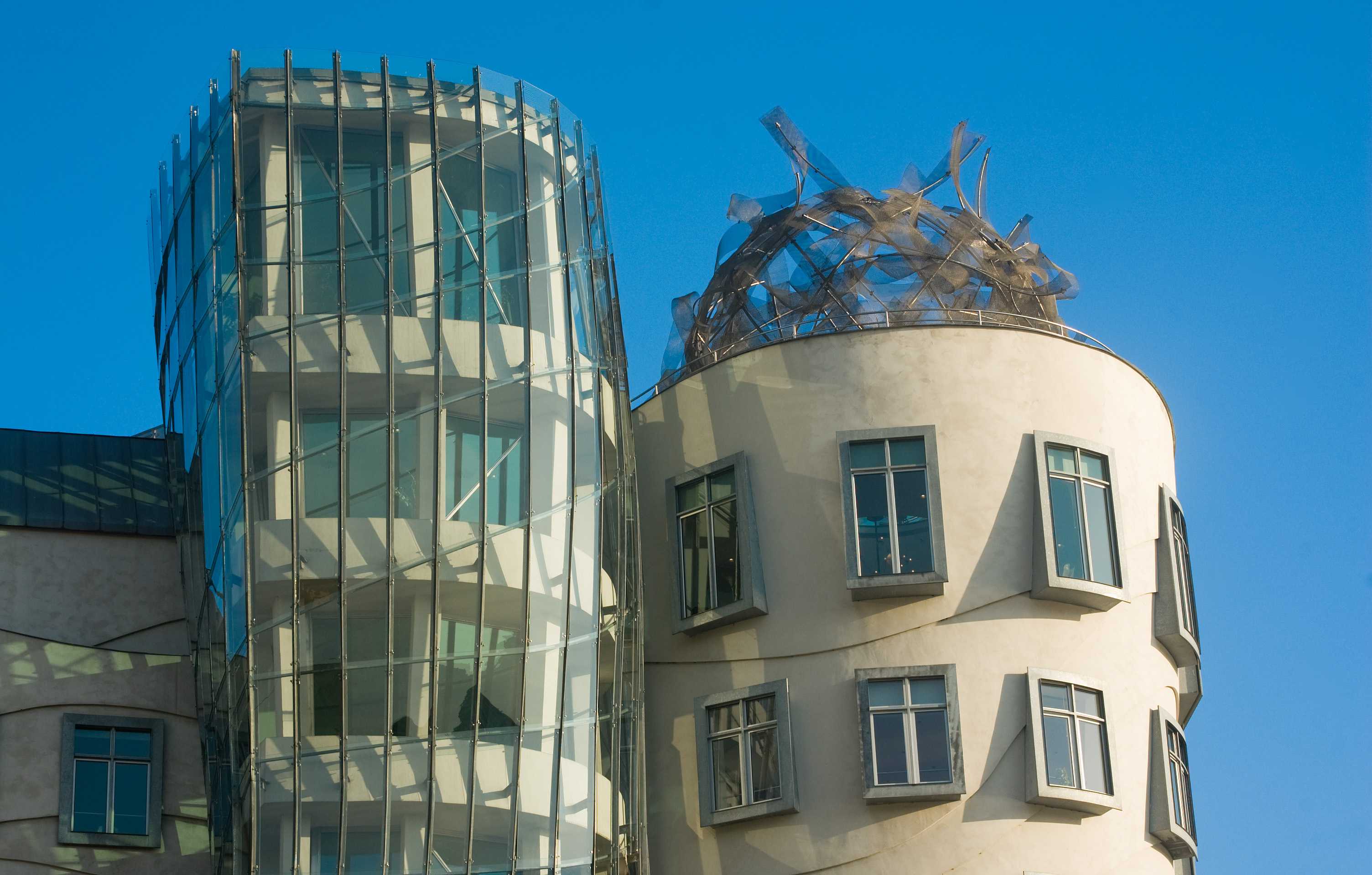
Вежі — «голови танцюристів»

По суті празький «Танцюючий дім» — це дві циліндричні частини-вежі будівлі в стилі деконструктивізм, що їх нерідко жартома називають за іменами відомих танцівників «Джинджер та Фред». Як і решта деконструктивістських споруд, Танцюючий дім різко контрастує із сусідньою забудовою, що являє цільний архітектурний комплекс кінця XIX—XX століть.
Каркас будівлі — залізобетонний, для створення неповторного зовнішнього вигляду було використано 99 фасадних панелей. Фундамент будівлі, що розташований на рівні підземних ґрунтових вод, підтримується системою буронабивних паль; крім того будинок статично закріплений з обома сусідніми спорудами.
Свою назву будинок отримав за подібність силуетів веж на знаменитих американських танцюристів Фреда Астера та Джинджер Роджерс, причому кам'яна вежа — це «танцюрист», скляна — відповідно «танцівниця». Автором куполу «чоловічої» вежі є Гері. Інтер'єри частково виконані британською архітекторкою чеського походження Євою Їржичною (Eva Jiřičná).

## З історії будинку
На початку ХХ століття на ділянці був споруджений п'ятиповерховий прибутковий будинок у стилі сецесії. 14 лютого 1945 року відбулося чергове бомбардування Праги американською авіацією у наслідок чого будинок був зруйнований.
У 1946 році руїни демонтували, але залишки стін й перекриття лишались ще тривалий час, поки їх остаточно не прибрали раніше 1960 року, після чого ділянка залишалася вільною.
Попри те, що нове будівництво на пустищі було вирішено розпочати ще 1963 року, реально до нього не бралися тривалий час. Ініціатором забудови пустки виступив колишній Президент Чехії Вацлав Гавел, що проживав по сусідству, він же курирував хід будівельних робіт.
Нарешті 1992 року земельну ділянку придбала нідерландаська страхова компанія Nationale Nederlanden, був оголошений конкурс проектів, на якому переміг деконструктивістський проект хорватського архітектора Милунича, а вже той запросив до співпраці всесвітньо відомого канадського архітектора та дизайнера Френка Гері.
Наріжний камінь будівництва було закладено 3 вересня 1994 року, будівництво тривало півтора року, завершившись у лютому 1996 року. Урочисте відкриття Танцюючого дому відбулося 20 червня 1996 року.
Будова здобула престижну оцінку від американського часопису Time — її визнали переможцем у номінації «дизайн року»—1996.